# Gilles Zaepffel
Gilles Zaepffel, né le 12 avril 1951 à Créteil et décédé le 23 septembre 2005 à Paris 20e est un auteur, metteur en scène, directeur du Théâtre Écarlate et fondateur du lieu L'Atelier du Plateau à Paris 19e.

## Biographie
Après des études à la Faculté de Vincennes, il suit les cours de l'école Jacques Lecoq à Paris.

### Carrière théâtrale
Il a joué dans plusieurs spectacles pour différentes compagnies :
- Compagnie du Pain d'Orge : Sindbad, Tant qu'il y a de la vie, Jour après Jour, fenêtre après Fenêtre.
- Théâtre du Gros Caillou : Pacala, pièce roumaine mise en scène de l’auteur Ion Lucian.
- Théâtre Renaud-Barrault : "Les Oiseaux", "Théâtre de Foire" mis en scène par Jean-Louis Barrault
- Compagnie Anne Dreyfus : Divine Fois 4, musique de Jean-François Pauvros, chorégraphie d’Anne Dreyfus.

#### Autres mises en scène
En 1992 il met en scène "les Naufragés de l'Olympe" sur une musique de Giovanna Marini et un livret Pierre Meunier au Théâtre de Vidy et Festival d'Avignon.

### Le Théâtre Écarlate
En 1978 il crée la compagnie théâtrale Le Théâtre Écarlate avec Jean-Louis Roqueplan et Paule Kingleur.
Spectacles : "Don Quichotte", "La Brasse à L'Envers", "L'ivrogne dans la brousse", "Grandir" (avec Nada Théâtre), "Sur la Brèche", "AliceS en Afrique" (création au Niger), "Les Enfants du Fa", "Songe d'une Nuit d'Été ou l'incroyable histoire de ceux qui ont besoin d'aimer" (création au Bénin), "Hommage au Grand Théâtre" (création à Beyrouth) "Nuits Guerrières"(Création à Saida au Liban)...

### L'Atelier du Plateau
En 1999, Gilles Zaepffel ouvre à Paris l'Atelier du Plateau, avec sa compagne Paule Kingleur, et plusieurs personnalités, dont Alougbine Dine ou Dominique Pifarély, Thierry Dufourmantelle.